# Liste der Baudenkmale in Ragow-Merz
In der Liste der Baudenkmale in Ragow-Merz sind alle Baudenkmale der brandenburgischen Gemeinde Ragow-Merz und ihrer Ortsteile  aufgelistet. Grundlage ist die Veröffentlichung der Landesdenkmalliste mit dem Stand vom 31. Dezember 2021. Die Bodendenkmale sind in der Liste der Bodendenkmale in Ragow-Merz aufgeführt.

## Baudenkmale in den Ortsteilen
In den Spalten befinden sich folgende Informationen:
- ID-Nr.: Die Nummer wird vom Brandenburgischen Landesamt für Denkmalpflege vergeben. Ein Link hinter der Nummer führt zum Eintrag über das Denkmal in der Denkmaldatenbank. In dieser Spalte kann sich zusätzlich das Wort Wikidata befinden, der entsprechende Link führt zu Angaben zu diesem Denkmal bei Wikidata.
- Lage: die Adresse des Denkmales und die geographischen Koordinaten. Link zu einem Kartenansichtstool, um Koordinaten zu setzen. In der Kartenansicht sind Denkmale ohne Koordinaten mit einem roten beziehungsweise orangen Marker dargestellt und können in der Karte gesetzt werden. Denkmale ohne Bild sind mit einem blauen bzw. roten Marker gekennzeichnet, Denkmale mit Bild mit einem grünen beziehungsweise orangen Marker.
- Bezeichnung: Bezeichnung in den offiziellen Listen des Brandenburgischen Landesamtes für Denkmalpflege. Ein Link hinter der Bezeichnung führt zum Wikipedia-Artikel über das Denkmal.
- Beschreibung: die Beschreibung des Denkmales
- Bild: ein Bild des Denkmales und gegebenenfalls einen Link zu weiteren Fotos des Baudenkmals im Medienarchiv Wikimedia Commons

### Merz
| ID-Nr.                           | Lage              | Bezeichnung | Beschreibung | Bild           |
| -------------------------------- | ----------------- | ----------- | --- | -------------- |
| 09115290 Wikidata                | Kirchweg 1 (Lage) | Dorfkirche  | Die evangelische Dorfkirche ist ein Feldsteinbau aus der Spätgotik. Im Inneren befindet sich eine spätbarocke Kanzel. Auf dem Schalldeckel befindet sich die Abbildung einer Strahlensonne. In der Kirche befindet sich ein Grabstein des 1689 gestorbenen Grafen von Bölnitz. | weitere Bilder |
| 09116003 Teilobjekt zu: 09115290 | Kirchweg 1 (Lage) | Orgel       | | BW             |

### Ragow
| ID-Nr.                           | Lage                   | Bezeichnung | Beschreibung | Bild |
| -------------------------------- | ---------------------- | --- | --- | --- |
| 09115386 Wikidata                | Dorfstraße 49 (Lage)   | Dorfkirche | Die evangelische Dorfkirche stammt aus dem Spätmittelalter, sie wurde 1992 restauriert. Unter dem Sakristeianbau befindet sich eine Gruft aus dem 18. Jahrhundert. Im Inneren befindet sich eine barocke Kanzel, sie wurde allerdings im modernen Stil bemalt. Unter der Kanzel befindet sich eine Grufttür, datiert aus dem Jahre 1753 und 1787. | weitere Bilder |
| 09116023 Teilobjekt zu: 09115386 | Dorfstraße 49 (Lage)   | Orgel | | BW |
| 09115581 Teilobjekt zu: 09115386 | Dorfstraße 49 (Lage)   | Glocke | Die Glocke wurde 1648 gegossen. | BW |
| 09115181                         | Parkstraße 1, 2 (Lage) | Gutsanlage mit Herrenhaus, Verwalterhaus, Pferdestall und Gutspark mit Erbbegräbnis, Eiskeller, Obstgarten, Gärtnerei sowie Umfassungsgraben | Es handelt sich um einen zweigeschossigen Bau mit Walmdach, im Ursprung aus dem Barock. Der Pferdestall stammt aus der Zeit von 1810 bis 1820. | Gutsanlage mit Herrenhaus, Verwalterhaus, Pferdestall und Gutspark mit Erbbegräbnis, Eiskeller, Obstgarten, Gärtnerei sowie Umfassungsgraben |
| 09115842 Teilobjekt zu: 09115181 | Parkstraße 1, 2 (Lage) | Herrenhaus | | BW |
| 09115843 Teilobjekt zu: 09115181 | Parkstraße 1, 2 (Lage) | Inspektorenhaus | | BW |
| 09115844 Teilobjekt zu: 09115181 | Parkstraße 1, 2 (Lage) | Pferdestall | | BW |
| 09115662 Teilobjekt zu: 09115181 | Parkstraße 1, 2 (Lage) | Gutspark | | BW |
| 09115663 Teilobjekt zu: 09115181 | Parkstraße 1, 2 ()     | Eiskeller | | ein Bild hochladen |
| 09115664 Teilobjekt zu: 09115181 | Parkstraße 1, 2 (Lage) | Obstgarten | | BW |
| 09115666 Teilobjekt zu: 09115181 | Parkstraße 1, 2 ()     | Erbbegräbnis | | ein Bild hochladen |
| 09115665 Teilobjekt zu: 09115181 | Parkstraße 1, 2 ()     | Gärtnerei | | ein Bild hochladen |
| 09115667 Teilobjekt zu: 09115181 | Parkstraße 1, 2 ()     | Wohnhaus | | ein Bild hochladen |
| 09115670 Teilobjekt zu: 09115181 | Parkstraße 1, 2 ()     | Gewächshaus | | ein Bild hochladen |